# Canal de cálcio do tipo L
O canal de cálcio do tipo L é um tipo de canal de cálcio dependente de voltagem. tal como em outros da sua classe, a subunidade α1 é aquela que determina a maioria das propriedades do canal.
Drogas bloqueadoras do canal de cálcio do tipo L, são usadas como antiarrítmicos cardíacos ou anti-hipertensivos, dependendo se a droga tem maior afinidade ao coração (fenilalquilaminas) ou para os vasos (dihidropiridinas).
Estes canais do tipo L são bloqueados selectivamente por benzotiazepinas, como o diltiazem.

## Genes
- CACNA1C

,  CACNA1D
, CACNA1S
, CACNA1F